# Вавилонская система огласовок
Вавило́нские огласо́вки — система огласовок еврейского письма, разработанная вавилонскими масоретами. Достигнув пика своего развития в первой половине X века, позднее, в связи с упадком еврейской общины Вавилонии, была повсеместно (за исключением лишь Йемена, где сохранилась в изменённом виде) вытеснена тивериадской системой.

## Описание
Огласовки располагались над буквами. Для обозначения патаха и сегола использовался 1 знак, что связано с особенностями местного произношения. Покоящееся шва не обозначалось никак.
Кроме того, вавилонская система представлена в рукописях двумя вариантами, которые условно обозначены исследователями как простой и сложный. Отличительной особенностью последнего являлось различение гласных по долготе (краткость обозначалась добавлением к огласовке знака хитфа (ивр. חטפא), представляющего собой горизонтальную черту; этим же знаком обозначалось подвижное шва).
В таблице приведены знаки огласовок простой вавилонской системы:
| Знак огласовки в вавилонской системе | Аналог в тивериадской системе | Обозначаемый звук |
| ------------------------------------ | ----------------------------- | ----------------- |
|                                      | אִ                             | [i]               |
|                                      | אַ / אֶ                         | [æ]               |
|                                      | אָ                             | [ɑ]               |
|                                      | אֵ                             | [e]               |
|                                      | אֹ                             | [o]               |
|                                      | אֻ                             | [u]               |